# 심야의 탈출 (1947년 영화)
《심야의 탈출》(Odd Man Out)은 영국에서 제작된 캐럴 리드 감독의 1947년 범죄, 스릴러, 드라마 영화이다. 제임스 메이슨 등이 주연으로 출연하였고 캐럴 리드 등이 제작에 참여하였다.

## 출연

### 주연
- 제임스 메이슨
- 로버트 뉴턴
- 캐슬린 라이언

### 조연
- 시릴 쿠삭
- F.J. 맥코믹
- 윌리엄 하트넬
- 페이 콤톤
- 데니스 오데